# Drăgăești-Pământeni, Dâmbovița
Drăgăești-Pământeni este un sat în comuna Mănești din județul Dâmbovița, Muntenia, România.
Satul Dragăești-Pământeni este unul dintre cele trei sate care apartin comunei Mănești . Vechimea locuirii umane pe  aceste meleaguri este dovedită de descoperirile facute in 1974 la punctul "La Izlaz" din Dragăești, unde au fost identificate doua asezări prefeudale din secoul IV-V; materialul arheologic recoltat prezinta analogii cu cel descoperit in stațiunile de la Bucsani, Baleni si Târgoviște. Pentru epocile feudală si modernă sunt frecvente fragmentele ceramice găsite la Dragăești, mărturie a vechimii olăritului.
Până in secolul XVIII, satul s-a numit doar Dragăești, căpătând numele de Dragăești-Pământeni dupa stabilirea locuitorilor veniți din Transilvania, in satul Dragăești-Ungureni. Satul apare in documentele din sec. XVI, când Radu Vodă Paisie dă dreptul lui Stan din Dragăești de a stapani a treia parte din tot hotarul "din câmp, și din munte, și din apă și de peste tot ... pentru că îi este lui bătrână si dreaptă moșie strămoșie încă din bătrâne zile".
La 7.VI.1768, moșierul Greceanu Vornic dă zestre moșia Drăgăiasca verișoarei sale Safta, căsătorită cu Șerban Brezoianu serdar. In 1780, Safta Brezoianu lasă moșia celor patru fii ai săi să o împartă frățește. In acest timp se numea doar Dragăești.
Locuitorii din această veche așezare au fost olari din vechime, dovadă și toponimul Valea Olarului. In amintirea acestei vechi preocupări, o parte din satul Dragăești se numeste si acum Olari, iar un deal se numeste Piscul Olarului.
Dupa cum arată Barbu Slătineanu, la Dragăești se pastrează vechea tradiție dacică în ceramică, satul fiind "cel mai curios caz de continuitate, prin mentinerea tradițiilor ornamentale". O caracteristică a centrului, o constituie varietatea in forme si dimensiuni, a vaselor îndeosebi a oalelor destinate folosinței casnice, boalce, oale cu baieră, cațaveici, ulcioare.
Interesantă este si plastica zoo si antropomorfă, reprezentările feminine numite "păpuși" folosite in decorul arhitectural al caselor, ca si figurinele-jucării si obiectele miniaturale.
Perimetrul satului Dragăești, situat in zona de traditie între zona subcarpatică si complexul de terase sudate in Coasta Nordica a Câmpiei inalte a Târgoviștei, se caracterizează prin existența solurilor brune-roscate de pădure din zona stejarului.
Pe ambele versante ale râului Dâmbovița în dreptul satului Dragăești apar solurile aluvionare. In vatra satului Dragăești-Pământeni, serios afectată de prezența unei serii de torenți si vâlcele, apar de asemenea si soluri nisipoase și în special argiloase mult apreciate pentru prelucrarea vaselor de pământ ( oale, strachini, ulcioare etc.), care a determinat ocupația strămoșească de capetenie a acestor "Pământeni", majoritatea păstrând până aproapede zilele noastre această tradițională îndeletnicire de olari sau cărămidari. Aici și-a făcut apariția pentru prima dată pe meleagurile dâmbovițene tradiționala "roată a olarului".
La Dragăești exista un alt mare proprietar pe nume Generalul Petrescu, care detinea cele mai fertile suprafețe de pământ din vatra satului, iar locuitorii exploatati crăncen au imbrățișat, în majoritatea lor, de timpuriu, meseria de olari sau crămidari din care își caștigau existența.
Cu timpul, satul a evoluat, oamenii s-au detașat de tradiția olăritului, lucrând in diverse domenii de activitate. Secretul vechiului meșteșug al olăritului si mai ales al ceramicii negre s-a pierdut pe măsură ce meșterii populari s-au stins din viață. Astăzi doar câteva familii de rromi mai ard cărămida prin metodele transmise din tată în fiu.